# Osório Bebber
Osório Bebber OFM Cap (Flores da Cunha, 11 de junho de 1929 – Caxias do Sul, 13 de agosto de 2021) foi um bispo católico e bispo emérito da Diocese de Joaçaba.
A ordenação presbiteral ocorreu em 13 de fevereiro de 1955. Eleito bispo em 30 de novembro de 1979, recebeu a ordenação episcopal no dia 2 de março de 1980, das mãos de Dom Carmine Rocco, sendo concelebrante Dom Benedito Zorzi e Dom Anselmo Pietrulla.

## Histórico
O bispo emérito de Joaçaba (SC), dom Osório Bebber, faleceu no Hospital da Unimed, de Caxias do Sul, às 23h05, do dia 13 de agosto de 2021, em decorrência de complicações pós-operatório (Choque cardiogênico e insuficiência cardíaca) aos 92 anos de idade, 72 de vida religiosa, 66 de presbítero e 41 de episcopado. Ele foi velado na Igreja Imaculada Conceição, em Caxias do Sul.
Às 11h foi transladado para a Igreja Matriz de Flores da Cunha, sua terra natal, e às 16h após a celebração da missa de corpo presente foi sepultado do cemitério da Comunidade São Paulo, de Flores da Cunha. Registrado com o nome de Claudino Bebber, filho de Antônio Bebber Filho e Catharina Trentin Bebber.
Ingressou no Seminário em 1941 e recebeu o hábito capuchinho em 1948, adotando o nome religioso de frei Osório, que manteve por toda a vida. Fez os votos religiosos em 1949 e em 1955 foi ordenado presbítero por Dom Benedito Zorzi, em Flores da Cunha. Através das mãos de dom Cármine Rocco, em 1980, recebe a ordenação episcopal e em 17 de setembro de 1981 assume como bispo titular da diocese de Tubarão, em Santa Catarina.
Na data de 8 de março de 992, toma posse na Prezalia de Coxim, em Mato Grosso do Sul. O ano era 1999 e dom Osório tomava posse na diocese de Joaçaba, em Santa Catarina. Seu pedido de renúncia oficial, foi acolhido em 09 de abril de 2003, tornando-se bispo emérito de Joaçaba (SC), quando retornou à Província Capuchinha, residindo e atuando na Fraternidade de N. Sra. de Fátima, em Vacaria (RS).

## Episcopado
- 2 de março de 1980 - Bispo Coadjutor de Tubarão
- 17 de setembro de 1981 - Bispo de Tubarão
- 18 de janeiro de 1992 - Prelado de Coxim
- 17 de março de 1999 - Bispo de Joaçaba
- 9 de abril de 2003 - Bispo emérito de Joaçaba